# Vlag van Réunion

Officiële vlag van Réunion, (Vlag van Frankrijk)

Réunion heeft geen eigen vlag; de officiële vlag is de vlag van Frankrijk. De regionale raad van Réunion heeft echter wel een vlag. Er worden verschillende vlaggen gebruikt om Réunion te vertegenwoordigen, maar geen enkele is officieel erkend. Dit zijn onder andere de Association for the Reunion Flag, verschillende politieke partijen en andere groepen. De meest gebruikte vlag is die van Lö Mahavéli.

## Lö Mahavéli

Lö Mahavéli, de onofficiële vlag gebruikt door verschillende lokale autoriteiten

De Vexillologische Vereniging van Réunion heeft in 2003 een vlag gekozen. Hij werd in 1974 ontworpen door Guy Pignolet met de hulp van Jean Finck en Didier Finck, die hem Lö Mahavéli noemden, maar hij werd pas echt gepromoot toen de vereniging hem in 2003 koos. Hij heeft geen officiële erkenning, maar sinds 2014 wappert hij buiten of bovenop veel openbare gebouwen, zoals op de gemeentehuizen van Saint-Denis en Saint-Philippe, nadat verschillende gemeenteraden daartoe besloten hadden. De vlag is opgenomen in veel versies van emoji.
De vlag bestaat uit drie elementen:
- Rode driehoek: verwijst naar de Piton de la Fournaise en kracht symboliseert, en een rode driehoek die al het bloed voorstelt dat is vergoten ter nagedachtenis aan de slavernij die in 1848 werd afgeschaft op het eiland Réunion.
- Gele stralen: staan voor de zon en helderheid, de stralen symboliseren ook de bevolkingen die zich door de eeuwen heen op Réunion hebben gevestigd.
- Blauwe achtergrond: staan voor de lucht en zachtheid.

## Vlag van de regionale raad
De regionale raad van Réunion gebruikt een vlag met een gestileerde afbeelding van het eiland en de tekst "Region Reunion". Er bestaan ook varianten met de woorden "Valorisons nos atouts" (Laten we onze sterke punten naar waarde schatten) in het Frans en vijf gekleurde vierkanten om gelijkheid en diversiteit uit te beelden.

## Vlag van de APDR

Ontwerp van de vereniging voor de vlag van Réunion (APDR)

De onofficiële, lokale vlag zijn ontworpen om de solidariteit tussen de mensen van Réunion te benadrukken; het veld is verticaal verdeeld met drie smalle banen van blauw, wit en rood langs de hijszijde die de Franse nationale vlag vertegenwoordigen; de rest van het veld is diagonaal verdeeld in vier driehoeken gekleurd (met de klok mee vanaf de hijszijde) blauw, goudgeel, rood en groen; in het midden worden de toppen van de driehoeken bekroond door een witte schijf. De vereniging voor de vlag van Réunion (APDR) heeft deze vlag voorgesteld in 1996. De kleuren oranje staan voor de Indianen, blauw voor de Europeanen, groen voor de Afrikanen en rood voor de Chinezen. Het witte cirkel staan voor de vrede. De kleuren blauw-wit-rood langs de hijszijde staan voor de band tussen Frankrijk en Réunion te symboliseren.

## Onafhankelijkheidsvlag

Vlag van de onafhankelijkheidsbeweging

Bernard Grondin van Lorganizasyon popilèr po libèr nout peï (LPLP) ontwierp een vlag in 1986 voor de onafhankelijkheidspartijen van Réunion. Deze vlag werd in 2008 erkend als onafhankelijkheidsvlag. Groen symboliseert de marrons, geel de arbeidersklasse en rood de periode van slavernij en contractarbeid, met daarop een gele ster met vijf punten. De vijf punten van de gele ster komen overeen met de vijf bevolkingsgroepen die zich op Réunion vestigden (Kaf, Yab, Malbar, Zarab, Chinezen).

## Vlag van de MLK

Ontwerp van de vereniging Mouvman Lant Koudmin

Al in 1984 werd binnen de vereniging Mouvman Lant Koudmin en andere soortgelijke verenigingen de vraag gesteld welke kleuren van het eiland Réunion moesten vertegenwoordigen. Het was François Saint-Omer die deze vlag voorstelde en goedgekeurde onder de naam drapo kiltirel Larényon. De combinatie van de vijf kleuren symboliseert de vijf continenten waaruit de inwoners van Réunion afkomstig zijn, waardoor de Réunionse regenboog van diversiteit in eenheid ontstaat. (Kaf, Yab, Malbar, Zarab en Sinwa): de rode driehoek staat voor de vulkanische oorsprong van het ontstaan van het eiland Réunion, de gele cirkel staat voor de zon, het blauw symboliseert de lucht en de zee (de Indische Oceaan), het groen symboliseert de vegetatie, de aarde, hoop en vrijheid, het zwart symboliseert de geschiedenis van de voorouders die slaven en Franse slavendrijvers waren tijdens deze periode op het eiland Réunion.